# Ransi Königsdörffer
Ransford-Yeboah Königsdörffer (Berlín, Alemania, 13 de septiembre de 2001), conocido simplemente como Ransi Königsdörffer, es un futbolista germano-ghanés que juega como delantero en el Hamburgo S. V. de la 1. Bundesliga.

## Biografía
Königsdörffer nació en Berlín de padre ghanés y madre alemana.

## Trayectoria

### Dinamo Dresde
Königsdörffer jugó fútbol juvenil para Minerva Berlin, SSC Berlín y Hertha Berlín antes de unirse a la configuración juvenil en Dinamo Dresde en el verano de 2019. Königsdörffer hizo su debut con el Dresde como suplente en una derrota por 2-0 ante el 1. F. C. Núremberg. En febrero de 2020, Königsdörffer firmó un contrato de tres años con el Dinamo Dresde, hasta 2022. Apareció 7 veces con el club durante la temporada 2019-20, ya que terminaron últimos de la 2. Bundesliga y descendieron a la 3. Liga.
El 29 de octubre de 2020, su contrato se amplió hasta 2023, antes de marcar su primer gol competitivo dos días después en la victoria por 3-0 sobre el SV Meppen. Después de brindar la asistencia para el primer gol del Dresde en el tiempo de descuento de la primera mitad, convirtió un centro de Christoph Daferner para poner a Dresde 2-0 arriba en el minuto 59. Dio positivo por COVID-19 a mediados de abril de 2021, pero volvió a la acción del primer equipo para una victoria por 2-0 sobre el FC Viktoria Colonia el 8 de mayo de 2021. El Dinamo volvió a ascender a la Bundesliga. como campeones de la 3. Liga, con Königsdörffer habiendo marcado 7 goles en 34 apariciones durante la temporada 2020-21.
Königsdörffer jugó 30 partidos de liga con el Dinamo Dresde durante la temporada 2021-22, anotando 5 goles, ya que el club terminó 16º antes de perder ante el 1. FC Kaiserslautern en el play-off de descenso y, por lo tanto, descendió a la 3. Liga.

### Hamburgo S. V.
El 28 de junio de 2022 se anunció que había fichado por el club Hamburgo S. V. de la 2. Bundesliga con un contrato de cuatro años por una tarifa de 1,2 millones de euros.

## Selección nacional
Nacido de padre ghanés y madre alemana, Königsdörffer pudo elegir representar a cualquiera de los países a nivel internacional.
El 2 de septiembre de 2021, hizo su debut oficial con la selección alemana sub-21, entrando como suplente de Youssoufa Moukoko en el minuto 73 de la victoria por 6-0 contra San Marino en la clasificación para la Eurocopa Sub-21 de 2023.
En julio de 2022, el presidente de la Asociación de Fútbol de Ghana, Kurt Okraku, anunció que Königsdörffer era uno de los pocos jugadores que había cambiado oficialmente de lealtad para representar a la selección absoluta de Ghana a nivel internacional. Debutó con Ghana como suplente tardío en la victoria por 1-0 en un amistoso sobre Nicaragua el 27 de septiembre de 2022.